# Ryszard Sawko
Ryszard Sawko (ur. 3 kwietnia 1922 w Grajewie, zm. 18 listopada 1985 w Warszawie) – polski ekonomista, poseł na Sejm PRL VIII kadencji (1983–1985). 

## Życiorys
Urodził się w rodzinie Michała (policjanta) i Florentyny z Lewandowskich. Był uczniem grajewskiego gimnazjum oraz członkiem I Drużyny Harcerskiej im. Jana Henryka Dąbrowskiego.
Po wybuchu II wojny światowej osiadł z rodziną w Warszawie. Podczas okupacji niemieckiej działał w Armii Krajowej pod ps. Halusin. W 1944 walczył w powstaniu warszawskim, w stopniu starszego strzelca w 7 kompanii motorowej „Iskra” Batalionu „Kiliński” w dzielnicy Śródmieście Północ. Po upadku powstania trafił do niewoli niemieckiej (nr jeniecki 103827) – przebywał w obozie w Lamsdorfie (Łambinowice).
Po zakończeniu wojny ukończył studia ekonomiczne w Szkole Głównej Planowania i Statystyki. Pracował m.in. jako zastępca dyrektora działu w Centrali Zakładu Ubezpieczeń Społecznych w Warszawie. Był działaczem Stronnictwa Demokratycznego, z ramienia którego zasiadał przez trzy kadencje w Radzie Narodowej m.st. Warszawy. W 1983 uzyskał mandat posła na Sejm PRL VIII kadencji z okręgu Praga-Północ. Zasiadał w Komisjach Planu Gospodarczego, Budżetu i Finansów, Prac i Spraw Socjalnych oraz Polityki Społecznej, Zdrowia i Kultury Fizycznej.
Na emeryturze był m.in. wiceprzewodniczącym zarządu stołecznego Polskiego Związku Emerytów, Rencistów i Inwalidów.
Był mężem Janiny Marii z Odolskich (1926–2008), która w powstaniu warszawskim była sanitariuszką.
Zmarł w Warszawie, pochowany na cmentarzu Bródnowskim (sektor 52H-4-8).

## Ordery i odznaczenia[2]
- Krzyż Oficerski Orderu Odrodzenia Polski
- Krzyż Kawalerski Orderu Odrodzenia Polski
- Krzyż Walecznych
- Złoty Krzyż Zasługi
- Warszawski Krzyż Powstańczy[6]
- Medal Zwycięstwa i Wolności 1945